# Kashgar Airport
Kashgar Airport (kinesiska: 喀什机场) är en flygplats i Kina. Den ligger i prefekturen Kashi Diqu och den autonoma regionen Xinjiang, i den nordvästra delen av landet, omkring 1 100 kilometer sydväst om regionhuvudstaden Ürümqi.
Runt Kashgar Airport är det ganska tätbefolkat, med 139 invånare per kvadratkilometer. Närmaste större samhälle är Kashgar, 8,4 km söder om Kashgar Airport. Trakten runt Kashgar Airport består till största delen av jordbruksmark.
Genomsnittlig årsnederbörd är 129 millimeter. Den regnigaste månaden är maj, med i genomsnitt 20 mm nederbörd, och den torraste är oktober, med 2 mm nederbörd.